# Zentralamerikanische Handballmeisterschaft der Männer 2023
Die Zentralamerikanische Handballmeisterschaft der Männer 2023 war die fünfte Austragung der Zentralamerikanischen Handballmeisterschaft für Männer-Nationalmannschaften Zentralamerikas. Organisiert wurde sie von der Süd- und zentralamerikanischen Handballkonföderation. Gespielt wurde in einem einfachen Jeder-gegen-jeden-Turnier. Sieger in Managua, Nicaragua, wurde die costa-ricanische Männer-Handballnationalmannschaft, die sich damit für die Zentralamerika- und Karibikspiele 2023 und die Süd- und zentralamerikanische Handballmeisterschaft der Männer 2024 qualifizierte. Nicaragua und El Salvador (als Ausrichter) nahmen ebenfalls an den Zentralamerika- und Karibikspielen teil.

## Turnier
| Pl. | Land        | Sp. | S | U | N | Tore      | Diff. | Punkte |
| --- | ----------- | --- | - | - | - | --------- | ----- | ------ |
| 1.  | Costa Rica  | 4   | 4 | 0 | 0 | 0129:940  | +35   | 8      |
| 2.  | Nicaragua   | 4   | 3 | 0 | 1 | 0134:1200 | +14   | 6      |
| 3.  | Guatemala   | 4   | 2 | 0 | 2 | 0107:970  | +10   | 4      |
| 4.  | Honduras    | 4   | 1 | 0 | 3 | 0104:1290 | −25   | 2      |
| 5.  | El Salvador | 4   | 0 | 0 | 4 | 090:1240  | −34   | 0      |

Anmk.: Bei Punktgleichheit entschied der direkte Vergleich, dann das Torverhältnis.
| 21. Februar 2023 | Honduras     | 20:30 | Guatemala | Instituto Nicaragüense de Deportes, Managua |
| 21. Februar 2023 |              |       |           | Instituto Nicaragüense de Deportes, Managua |
| 21. Februar 2023 | Spielbericht |       |           | Instituto Nicaragüense de Deportes, Managua |

| 21. Februar 2023 | El Salvador  | 29:33 | Nicaragua | Instituto Nicaragüense de Deportes, Managua |
| 21. Februar 2023 |              |       |           | Instituto Nicaragüense de Deportes, Managua |
| 21. Februar 2023 | Spielbericht |       |           | Instituto Nicaragüense de Deportes, Managua |

| 22. Februar 2023 | Honduras     | 26:20 | El Salvador | Instituto Nicaragüense de Deportes, Managua |
| 22. Februar 2023 |              |       |             | Instituto Nicaragüense de Deportes, Managua |
| 22. Februar 2023 | Spielbericht |       |             | Instituto Nicaragüense de Deportes, Managua |

| 22. Februar 2023 | Nicaragua    | 25:30 | Costa Rica | Instituto Nicaragüense de Deportes, Managua |
| 22. Februar 2023 |              |       |            | Instituto Nicaragüense de Deportes, Managua |
| 22. Februar 2023 | Spielbericht |       |            | Instituto Nicaragüense de Deportes, Managua |

| 23. Februar 2023 | Costa Rica   | 25:22 | Guatemala | Instituto Nicaragüense de Deportes, Managua |
| 23. Februar 2023 |              |       |           | Instituto Nicaragüense de Deportes, Managua |
| 23. Februar 2023 | Spielbericht |       |           | Instituto Nicaragüense de Deportes, Managua |

| 23. Februar 2023 | Nicaragua    | 44:32 | Honduras | Instituto Nicaragüense de Deportes, Managua |
| 23. Februar 2023 |              |       |          | Instituto Nicaragüense de Deportes, Managua |
| 23. Februar 2023 | Spielbericht |       |          | Instituto Nicaragüense de Deportes, Managua |

| 24. Februar 2023 | El Salvador  | 21:39 | Costa Rica | Instituto Nicaragüense de Deportes, Managua |
| 24. Februar 2023 |              |       |            | Instituto Nicaragüense de Deportes, Managua |
| 24. Februar 2023 | Spielbericht |       |            | Instituto Nicaragüense de Deportes, Managua |

| 24. Februar 2023 | Guatemala    | 29:32 | Nicaragua | Instituto Nicaragüense de Deportes, Managua |
| 24. Februar 2023 |              |       |           | Instituto Nicaragüense de Deportes, Managua |
| 24. Februar 2023 | Spielbericht |       |           | Instituto Nicaragüense de Deportes, Managua |

| 25. Februar 2023 | El Salvador  | 20:26 | Guatemala | Instituto Nicaragüense de Deportes, Managua |
| 25. Februar 2023 |              |       |           | Instituto Nicaragüense de Deportes, Managua |
| 25. Februar 2023 | Spielbericht |       |           | Instituto Nicaragüense de Deportes, Managua |

| 25. Februar 2023 | Costa Rica   | 35:26 | Honduras | Instituto Nicaragüense de Deportes, Managua |
| 25. Februar 2023 |              |       |          | Instituto Nicaragüense de Deportes, Managua |
| 25. Februar 2023 | Spielbericht |       |          | Instituto Nicaragüense de Deportes, Managua |